# Philae (sonda espacial)
Philae (ou por vezes File em Portugal) é uma sonda robótica pousadora da Agência Espacial Europeia (ESA) que integra a sonda espacial Rosetta, construída para fazer o primeiro pouso controlado no núcleo de um cometa do Sistema Solar, o 67P/Churyumov-Gerasimenko.
O módulo foi projetado para produzir as primeiras imagens da superfície, fazer análises in situ da composição mineral do cometa e tornou-se o primeiro objeto construído pelo homem a pousar na superfície de um cometa em 12 de novembro de 2014.
Seu nome vem do Obelisco de Filas (Philae em latim e, por consequência, em inglês), descoberto na Ilha de Filas no rio Nilo e que foi utilizado, junto com a Pedra de Rosetta, para ajudar a decifrar os antigos hieróglifos egípcios.

## Características
O módulo recebeu o nome de Philae quando já estava no espaço, 21 dias após seu lançamento, em homenagem ao obelisco de Filas onde foi encontrada uma inscrição bilíngue, que incluía os nomes de Cleópatra e de Ptolomeu em hieróglifos egípcios. Esta inscrição forneceu ao historiador francês Jean-François Champollion informações importantes que lhe permitiram decifrar a antiga escrita egípcia descoberta na Pedra de Rosetta.
Ele tem uma massa de 100 kg, formato de um grande cubo medindo 1mX1mX0,8m, transporta 26 kg de instrumentos e sua estrutura principal é feita de fibra de carbono. Foi planejado para desacoplar da Rosetta e viajar em direção ao cometa de uma distância de 22,5 km numa trajetória balística, tocando na superfície a uma velocidade de cerca de 1 m/s.
As "pernas" da nave foram projetadas para amortecer o impacto inicial do pouso, evitando que ela saltasse  na superfície, já que a velocidade de escape do cometa é mínima, 0,5 m/s, cem mil vezes menor que a da gravidade terrestre, assim impedindo que após o pouso ela acabasse flutuando na superfície, voltasse ao espaço ou a energia do impacto produzisse pedaços de gelo solto ao redor da nave. Além do amortecedor especial, ela conta com dois pequenos arpões, planejados para dispararem automaticamente – a 250 km/h – assim que for feito o contato com o solo, de maneira a prender a sonda à superfície. Um propulsor também foi colocado no topo da sonda para disparar ao mesmo tempo, reduzindo o balanço da nave e diminuindo o "coice" provocado pelo disparo dos arpões. O "capô" do pousador é coberto por células solares para a geração de energia.
O Philae foi construído por um consórcio europeu liderado pelo Deutsches Zentrum für Luft- und Raumfahrt e.V (DLR)– Instituto Aeroespacial Alemão. Outros membros deste consórcio são a ESA e institutos da Áustria, Finlândia, França, Hungria, Irlanda, Itália e a Inglaterra.

### Instrumentos
O módulo pousador transporta dez instrumentos científicos, que pesam um total de 26,7 kg, quase um terço da massa total da sonda. São eles:
- APXS - Alpha Proton X-ray Spectrometer

Detecta partículas alfa e raio-X que produzem informação primária da superfície do cometa. Este instrumento é uma versão modernizada da sonda americana Mars Pathfinder.
- CIVA ou ÇIVA - Comet Nucleus Infrared and Visible Analyzer[16]

Grupo de sete câmeras idênticas construídas para fazer imagens panorâmicas da superfície acopladas a um microscópio e a um espectrômetro infravermelho. As câmeras foram montadas nos lados do pousador com intervalos de 60º, sendo cinco geradoras de imagens em mono e duas em estéreo. O espectômetro e o microscópio foram instalados sob a base do pousador e são usados para análise da composição, textura e albedo das amostras coletadas na superfície.

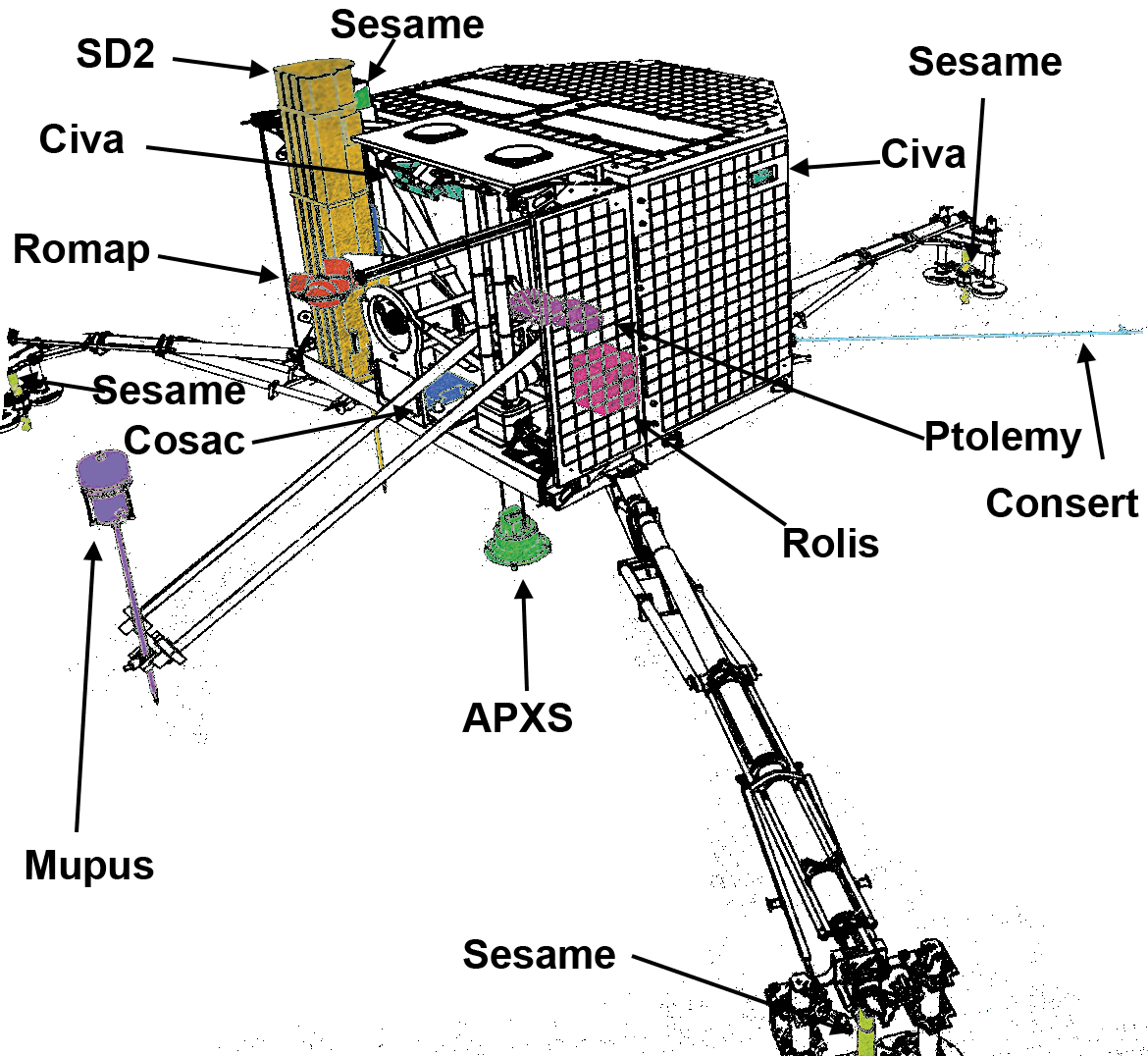
Instrumentos da Philae.

- ROLIS - ROsetta Lander Imaging System

É uma câmera CCD para obter imagens de alta resolução durante a descida da sonda e imagens panorâmicas das áreas de coleta dos outros equipamentos. Seu detector tem 1024x1024 pixels.
- CONSERT -  COmet Nucleus Sounding Experiment by Radiowave Transmission [19]

Equipamento usado para propagação de ondas eletromagnéticas para determinar a estrutura interna do cometa. Um radar da Rosetta transmite um sinal através do núcleo para ser recebido por um detector do Philae.
- COSAC - COmetary SAmpling and Composition experiment [21]

O instrumento combina um cromatógrafo gasoso com um espectrômetro de massa para analisar amostras de solo e determinar o contéudo de componentes voláteis.
- MODULUS PTOLEMY - Evolved Gás Analyser [23]

Mede a proporção de de isótopos de elementos voláteis principais no núcleo do cometa.
- MUPUS - MUlti-PUrpose Sensor for Surface and Subsurface Science

Mede a densidade e as propriedades mecânicas e termais da superfície do cometa.
- ROMAP - ROsetta Lander MAgnetometer and Plasma Monitor

Magnetrômetro e sensor de plasma para estudar o núcleo magnético do cometa e suas interações com o vento solar.
- SD2 - Sample and Distribution Device

Subsistema para perfuração, coleta e distribuição de amostras. Obtém amostras do solo retiradas de até 23cm de profundidade e as distribui para análise nos subsistemas do CIVA, COSAC e PTOLEMY. Nestes sistemas existem um total de 26 fornos de platina para esquentar as amostras de solo a até 800ºC.
- SESAME - Surface Electric Sounding and Acoustic Monitoring Experiments[28]

Equipamento com três instrumentos para estudar as propriedades das camadas externas do cometa: o Cometary Acoustic Sounding Surface Experiment (CASSE) mede a maneira como o som se propaga na superfície; o Permittivity Probe (PP) investiga suas características elétricas e o Dust Impact Monitor (DIM) mede a poeira que cai de volta na superfície do cometa.

## Missão
A missão da sonda é realizar um pouso bem sucedido na superfície do cometa e transmitir dados sobre a composição do mesmo. Alguns de seus instrumentos foram usados pela primeira vez durante o sobrevoo de Marte, feito pela Rosetta em 25 de fevereiro de 2007. O sistema de câmeras da Philae, ÇIVA, fez algumas imagens do planeta enquanto o equipamento da Rosetta se encontrava desligado, e outro equipamento, ROMAP, fez medições da magnetosfera marciana. A maioria dos instrumentos a bordo necessitam de contato com a Terra para funcionarem e por isso ficaram desligados durante o sobrevoo. Uma previsão otimista dos cientistas sobre Philae é que ela deverá ficar operacional entre quatro e cinco meses na superfície do Churyumov-Gerasimenko.

### Objetivos científicos
Os principais objetivos da missão são o estudo da composição elementar, isotópica, mineral e molecular do cometa, a caracterização das propriedades físicas da superfície e do subsolo,  a estrutura em larga escala, o ambiente magnético e o plasma do núcleo do cometa.

### Pouso
O pousador manteve-se acoplado à Rosetta até 12 de novembro de 2014, desde o encontro do conjunto com o cometa. A área de pouso, denominada Agilkia - em homenagem à Ilha de Agilkia, também no rio Nilo - após um grande concurso público realizado pela ESA, fica na "barriga" do cometa, que tem a forma de um "pato de borracha".
A separação entre a sonda e o pousador foi confirmada pelo Centro Europeu de Operações Espaciais (ESOC) às 09:03 UTC. Como o tempo de viagem do sinal da nave Rosetta até a Terra nesta data era de 28min e 20s, a separação ocorreu no espaço às 08:35 UTC, como programado. Após cerca de sete horas de manobras de aproximação no espaço, o sinal confirmando o primeiro pouso de Philae sobre a superfície do cometa Churyumov-Gerasimenko chegou à Terra às 16:03 UTC.
Uma hora após o primeiro pouso, o Centro Aeroespacial Alemão em Colônia confirmou que os dois arpões que deveriam fixar o módulo pousador à superfície do cometa não dispararam. O pequeno propulsor localizado na parte superior de Philae, que deveria pressionar o módulo pousador contra a superfície do cometa e contrabalançar o coice resultante do disparo dos arpões de fixação à superfície durante o pouso, assim como evitar que um eventual quique na superfície do cometa fizesse com que o módulo levantasse voo novamente, não funcionou. Como de início não havia clareza sobre quão estável o módulo estaria repousando sobre o cometa, não houve nova tentativa de disparar os arpões, pois o coice resultante e a incerteza sobre a orientação da sonda poderiam causar novos problemas. O primeiro pouso, contudo, foi bastante brando, o que indica que a superfície de Agilkia é suave.

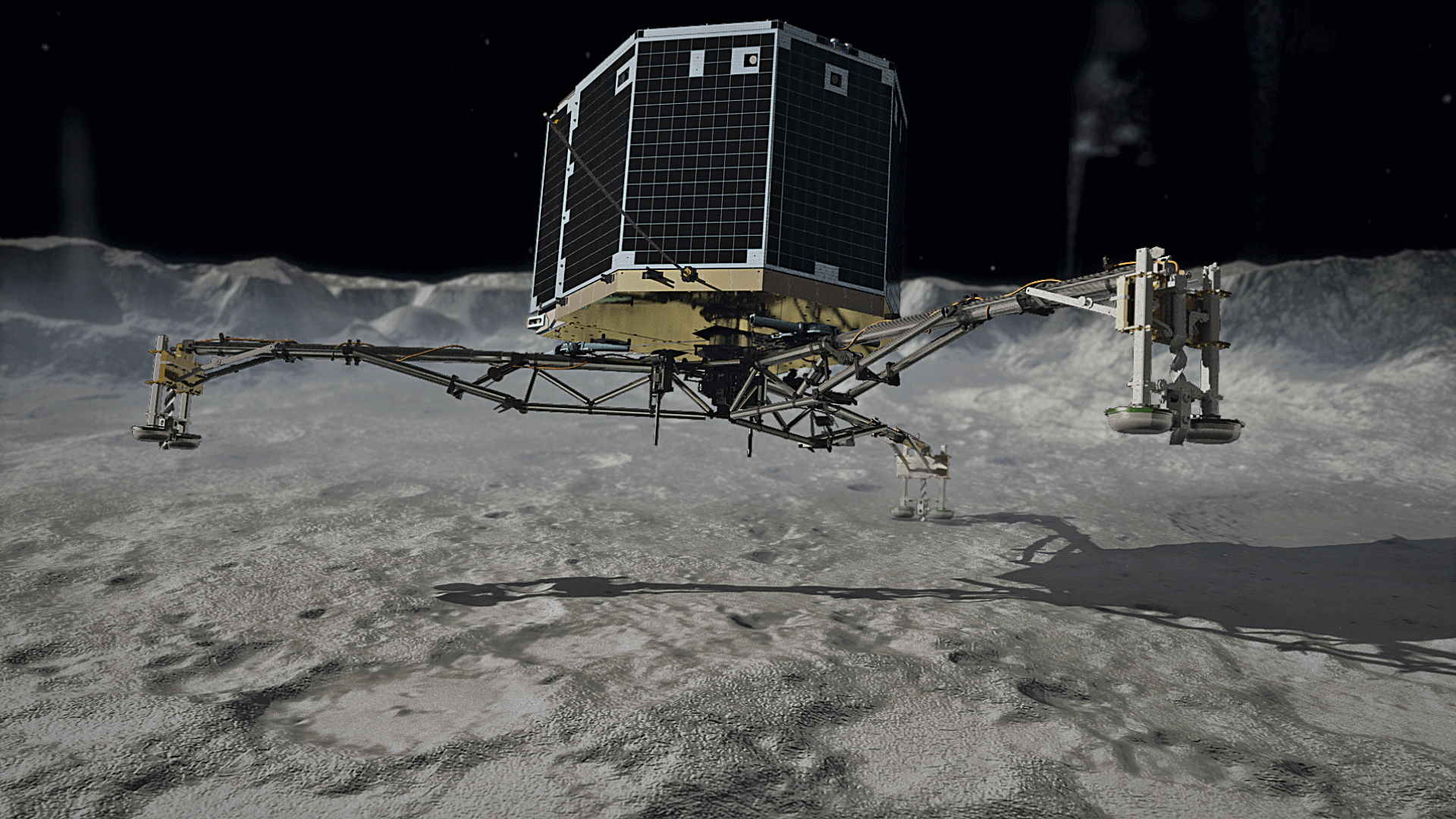
Concepção artística que representa o momento do pouso na superfície do cometa.

O contato por rádio com Rosetta e o módulo pousador, após uma interrupção programada devido ao posicionamento da sonda em relação à 67P/Churyumov-Gerasimenko, foi restabelecido na manhã do dia seguinte, às 06:01 UTC / 07:01 CET. Junto aos novos dados de telemetria e dos aparelhos científicos foram transmitidas as primeiras imagens a partir da superfície de um cometa, feitas pelo equipamento ÇIVA do módulo pousador. Durante a descida, dados do instrumento CONSERT mostravam que o Philae estava a apenas 50 metros do local de pouso original, o que estava dentro da margem de erro de até 500 metros planejada pela ESA. Dados do instrumento para estudo do campo magnético ROMAP, a bordo do módulo pousador, revelaram que na verdade houve três pousos. O primeiro ocorreu próximo ao horário programado, às 15:33 UTC. Como os dois arpões não dispararam, Philae quicou na superfície do cometa. Esta quicada, devido à baixa gravidade do cometa, que elevou o pousador a cerca de 1 km de altura e demorou duas horas, é a mais alta já conhecida na história da exploração espacial. O ambiente de baixa gravidade fez com que o segundo pouso ocorresse somente às 17:26 UTC, quando o módulo pousador quicou por uma segunda vez, vindo a pousar em definitivo somente às 17:33 UTC.  A nave pousou finalmente em Abydos de maneira torta, inclinada sobre uma rocha em escuridão parcial a mais de um quilômetro do primeiro local em que pousou. A princípio pensou-se que o pouso tinha sido apenas em duas 'pernas', mas posteriormente a ESA confirmou que a sonda pousou com todas as três 'pernas' tocando o solo, mesmo que inclinadas. O segundo local de pouso, em Abydos, na cabeça de pato do cometa revelou-se significativamente duro do que Agilkia, o primeiro pouso. Mesmo depois de três horas, o instrumento da Philae não poderia martelar-se no solo porque a dureza desta superfície excedeu o limite de concepção do instrumento. Os pesquisadores teorizam que sublimação do gelo de água e a recondensação no interior do cometa forma uma cola que cimenta os materiais do cometa. Entretanto, reconhecendo as partes moles e duras da superfície de um cometa será valioso para futuras missões a cometas que visam trazer de volta amostras.
Muitas das dificuldades encontradas por este pouso vem do fato de que o primeiro objetivo da missão para a qual a Rosetta e seu pousador foram planejados, era um encontro com outro cometa, o 46P/ Wirtanen, dez vezes menor que o 67P. Porém, um problema com o foguete Ariane, que lançaria a sonda, obrigando a um adiamento de dois anos, acabou fazendo com que a direção da missão optasse por um plano B, o encontro com o 67P, onde a distância e as condições seriam completamente diferentes. Esperava-se pousar numa superficie plana e o que se descobriu é ser o 67P um cometa de superficie completamente acidentada, algo que os planejadores não faziam ideia. Para cientistas que trabalharam no projeto, depois das mudanças feitas – muitas delas quando a Rosetta já estava viajando no espaço – a chance dele ser bem sucedido era de apenas 50%.

### Operações finais e perda de contato
A limitação da luz solar, que atingia a Philae por apenas 1h30min das 12 horas do "dia" no cometa, tornava a luz captada insuficiente como geradora de energia para manter as atividades programadas, ao menos na região em que o cometa estava orbitando no momento. A carga inicial da bateria só poderia gerar força aos instrumentos por no máximo 60 horas, sem a iluminação necessária proveniente dos painéis solares.
Durante a manhã de 14 de novembro, os controladores da missão estimaram que a carga da bateria seria suficiente apenas para continuar as operações até o fim daquele dia. Após obterem os primeiros dados de instrumentos que não dependiam de movimentos na sonda, o que comportava 80% das pesquisas iniciais planejadas, os cientistas transmitiram sinais para que os sensores de penetração do solo do MUPUS e a perfuradora do SD2 iniciassem seus trabalhos. Dados dos dois aparelhos foram enviados à Terra. Durante a sessão vespertina das transmissões, a Philae foi rodada 35º numa tentativa de posicionar seus painéis solares para melhor captação de energia solar no futuro. Todos os instrumentos foram forçados a se desligar em virtude da perda de potência, e a transmissão de dados foi se reduzindo a quase nada até parar completamente. O contato com o Philae foi perdido às 00:36 de 15 de novembro de 2014.
Apesar da sonda aparentemente ter perdido toda sua capacidade de comunicação, os cientistas acreditavam ser possível que, em algum momento por volta de agosto de 2015, o movimento do cometa em sua órbita em direção do Sol faria com que os painéis solares recebessem uma maior iluminação e permitiria que a Philae "despertasse" novamente. Em junho de 2015 a sonda "despertou".
Em 13 de junho de 2015 a sonda espacial Rosetta restabeleceu contato com o pousador Philae pela primeira vez desde que entrou em hibernação, depois de ficar sem energia por sete meses. Philae fez contato com a Terra durante dois minutos; ela entrou em contato novamente dois dias depois e fez a transmissão de 185 pacotes de dados para a Terra. O recontato significa que a Philae, na superfície do cometa 67P, pode continuar com as experiências até e depois da maior aproximação do cometa ao Sol, o chamado periélio, em meados de agosto.  O pousador está previsto para ficar sem energia em outubro, mas a extensão da Missão Rosetta significa que os cientistas podem continuar a observar o progresso do cometa quanto ele executar o loop orbital e sair novamente do outro lado do Sol. Depois de procurar por anos, a Agência Espacial Europeia em 2016, avistou o robô. Philae está numa sombra, perto da base de um penhasco e sem luz solar. Não há possibilidade alguma de novamente entrar em contato.

## Descobertas
Apesar do pouso acidentado e do pouco tempo de operação, antes de perder o sinal a Philae conseguiu transmitir dados importantes para os cientistas da ESA. O mais importante deles foi a constatação da existência de moléculas orgânicas na superfície. Equipamentos como o SESAME e o MUPUS também descobriram a existência de gelo duro e alta compactação pouco abaixo da poeira que recobre seu solo. O resultado destes estudos pode ajudar a revelar uma antiga suposição da comunidade científica: se os cometas de fato trouxeram para a Terra parte da água e dos elementos básicos para a existência da vida, como aminoácidos.
As imagens da ROLIS mostraram que a superfície do cometa perto de Agilkia é dominada pela presença de um material granular livre de qualquer depósito de pó.  Processos de mobilização de regolito parecem estar envolvidos com a formação desses dispositivos.

### Vida microbial
Em 2015, astrônomos da Agência Espacial Europeia anunciaram que os dados enviados pela Philae  indicam que o cometa poderia ser habitado por vida alienígena microbiana. As evidências demonstram que várias características do cometa, como sua crosta negra orgânica, são melhor explicadas pela presença de organismos vivos sob a sua superfície gelada. A  Rosetta também confirma ter encontrado estranhos "aglomerados" de material orgânico que se assemelham a partículas virais.

## Na cultura popular
O Google fez uma homenagem especial à descida do Philae no cometa 67P/Churyumov-Gerasimenko incluindo-o dentro da sua logomarca no site acessado internacionalmente, em substituição à segunda letra O do nome do buscador.